# Dimitri Champion
Dimitri Champion (født 6. september 1983) er en fransk tidligere professionel cykelrytter.